# Stauberater

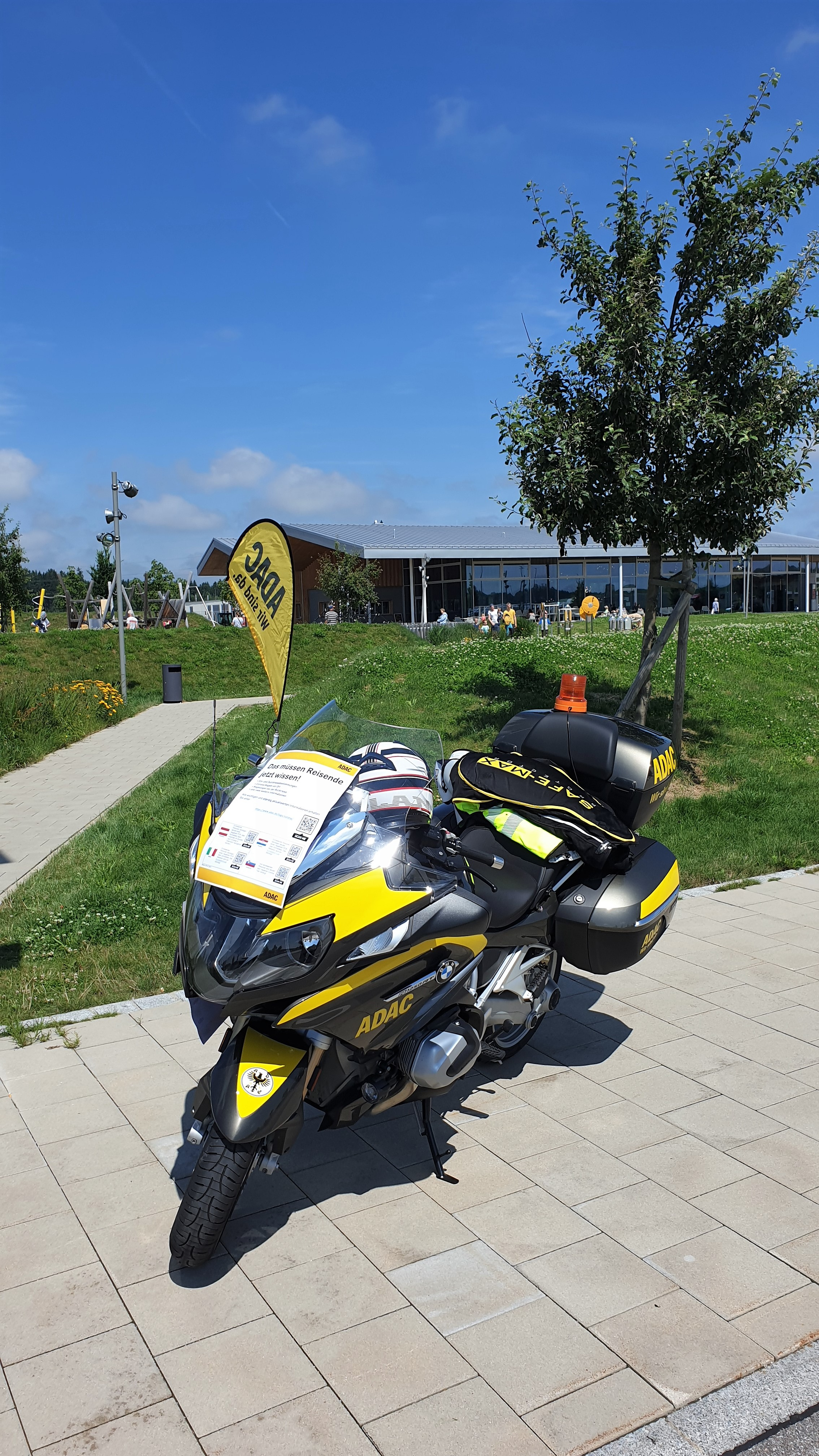
Dienstmotorrad (BMW R 1250 RT) eines ADAC Stauberaters an der Autobahn Raststätte Fürholzen-West

Stauberater (auch Stauassistent bzw. Stauhelfer) sind spezielle Mitarbeiter von Automobilclubs wie z. B. des ADAC oder des ÖAMTC, die mit gelben oder gelb beklebten Motorrädern im Einsatz sind. Zur Ausübung ihrer Tätigkeit haben sie dabei eine Sondergenehmigung, mit der sie auf dem Seitenstreifen am Stau vorbei fahren dürfen. Sie führen Verkehrsbeobachtungen durch und informieren den Autofahrer vor Ort oder durch Meldungen an verschiedene Rundfunksender über Staus, Staulänge und -ursache oder geben Empfehlungen zu Ausweichrouten. Auf der Autobahn oder an Raststätten beraten sie über richtiges Verhalten im Stau und können den Verkehrsteilnehmern Tipps geben, wie das Warten im Stau vermieden, verkürzt oder zumindest erträglicher gestaltet werden kann. Außerdem klären sie über die richtige Sicherung von Personen im Fahrzeug auf, insbesondere bei Kindern. Bei Unfällen informieren sie die Polizei- und Rettungskräfte exakt über den Unfallort und die Zahl der Verletzten, sichern die Unfallstelle ab und leisten erste Hilfe. Bei Fahrzeugpannen entlang der Autobahn oder auf Park- und Rastanlagen organisieren sie die Pannenhilfe durch die Straßenwacht oder das Abschleppen des Fahrzeugs zu einer Werkstatt. Bei kleineren technischen Schwierigkeiten greifen die Stauberater aber auch selbst zum Werkzeug, sofern das Problem mit den vorhandenen Mitteln behoben werden kann.
Die Idee der Stauberater kam Anfang der 80er Jahre beim ADAC Südbayern in München auf und wurde dort auch mit ersten Einsätzen im Juni 1982 umgesetzt. Die Stauberater des ADAC sind an Freitagen und Wochenenden von Mai bis September auf Deutschlands Autobahnen unterwegs. Im Jahr 2020 standen bei sieben ADAC Regionalclubs insgesamt 21 Motorräder zur Verfügung (ADAC Hansa: 2; ADAC Nordbaden: 2; ADAC Nordbayern: 4; ADAC Nordrhein: 5; ADAC Südbayern: 5; ADAC Weser-Ems: 1; ADAC Württemberg: 2), welche von insgesamt ca. 60 Personen – meist nebenberuflich – gefahren wurden. Weitere Stauberater gibt es in Österreich (z. B. ÖAMTC Salzburg).
Die Stauberater des ADAC nutzen seit vielen Jahren Motorräder von BMW: 2020 waren durchweg Motorräder vom Typ R 1250 RT im Einsatz.
Die als Stauberater tätigen Helfer sind hinsichtlich Verhalten bei Unfällen und Pannen speziell geschult. Die Absicherung von verunfallten oder havarierten Fahrzeugen ist von hoher Relevanz für die Sicherheit. Auch in Erster Hilfe werden die Stauberater regelmäßig geschult, Fahrsicherheitstrainingseinheiten sind obligatorisch. Stauberater helfen nicht nur Stress (verursacht durch Stau, Unfall, Panne, dabei entstandene Zeitnot etc.) bei Fahrzeuginsassen abzubauen, sondern geben auch materielle Hilfe im Stau. Dafür haben sie Notrationen an Erfrischungsgetränken, Malbücher und kleine Spielzeuge an Bord. Hilfe solcher Art wird gezielt und kostenlos an ADAC-Mitglieder ebenso wie an Nichtmitglieder angeboten. Aus diesem Grund hat die Vereinigung Deutscher Reisejournalisten, VDRJ, ihren Columbus-Ehrenpreis des Jahres 1987 auf der ITB an die ADAC Stauberater verliehen.